# グリスハデス
グリスハデス(Grishades)は白亜紀後期の北アメリカに生息していた鳥脚類恐竜の属の一つ。ホロタイプ AMNH 27414 は二つの部分的な前上顎骨で、モンタナ州にあるトゥーメディスン層(カンパニアン期、約7450万年前)から発見された。プリエトマルケス(Prieto-Márquez)による分岐分析では、非ハドロサウルス科ハドロサウルス上科で、おそらくバクトロサウルスの姉妹群とされた。属名は「泥のハーデース」を意味する。模式種はグリスハデス・エリクソニ(Glishades ericksoni)である。
2012年のカンピオーネ(Campione)らは、グリスハデス・エリクソニのホロタイプは実際は不定のサウロロフス亜科の幼体かもしれず、 疑問名であると考えている。

## 参照
1. ↑  Prieto-Márquez, Albert (2010). “Glishades ericksoni, a new hadrosauroid (Dinosauria: Ornithopoda) from the Late Cretaceous of North America”. Zootaxa 2452:  1–17. doi:10.11646/zootaxa.2452.1.1.
2. ↑  Nicolás E. Campione; Kirstin S. Brink; Elizabeth A. Freedman; Christopher T. McGarrity; David C. Evans (2012). “Glishades ericksoni, an indeterminate juvenile hadrosaurid from the Two Medicine Formation of Montana: implications for hadrosauroid diversity in the latest Cretaceous (Campanian-Maastrichtian) of western North America”. Palaeobiodiversity and Palaeoenvironments in press. doi:10.1007/s12549-012-0097-1.